# Zsellérek (regény)
A Zsellérek Fekete István kétkötetes regénye, amelyet a Királyi Magyar Egyetemi Nyomda pályázatára írt 1939-ben. A könyv hat éven belül hét kiadásban jelent meg.
Egy falusi gazda fiának és a tiszttartó fiának barátságát írja le a kisgyerekkortól a férfikorig az 1910 és 1935 közti időben. A regény hitelesen és találóan ábrázolja a világégés előzményeit, folyamatát, következményeit és utóhatásait a kisemberek, kisközösségek perspektívájából a két fiú párhuzamos élete tükrében. 
A tanácsköztársaság előzményeit és rémtetteit sebészi pontossággal, szinte eszköztelenül, de rendkívüli hatással írja le, amit az 1945-öt követő hatalom sosem bocsátott meg neki. Az ÁVÓ kiverte az egyik  szemét és szétverte az egyik veséjét, 1949-től nem volt állása, uszálykísérőként és patkányirtóként is dolgozott. 1948 és 1955 közt könyve sem jelenhetett meg. Ennek semmi más oka nem volt, mint ez a regény, amely csak 1991-ben jelenhetett meg újra, de a rendszerváltás utáni sokadik kiadás is csak cenzúrázva. Az a tény, hogy Fekete István, bár Jókai mellett a legolvasottabb magyar író, máig nem került be az úgynevezett irodalmi kánonba, jelzi ennek a regénynek a történelmi jelentőségét és irodalmi értékét.